# ضلکوت
شهرستان ضلکوت  (به عربی:  ولایة ضلکوت )        یکی از شهرستانهای استان ظفار در کشور پادشاهی عمان است. 

## جمعیت
جمعیت آن  در حدود ۲۹۵۲  هزار نفر می‌باشد.